# 225 East 86th Street
225 East 86th Street es un condominio de lujo en la calle 86 entre las avenidas Segunda y Tercera en el barrio de Yorkville del Upper East Side de Manhattan, Nueva York (Estados Unidos). Es un edificio de 15 pisos que fue construido en 1981 y convertido en condominio en 1986. Se describió con gran detalle y se citó como "Diversión posbarroca con ventanas" en la AIA Guide to New York City. El edificio se conoce formalmente como The Buckingham East.
El edificio ha aparecido tanto en el New York Post como en el blog de bienes raíces 6sqft, el último de los cuales describió un apartamento como una "casa de campo en el Upper East Side".

## Historia
225 East 86th Street está ubicado en un tramo del Upper East Side en el que había muchos salones de baile y emporios de cerveza alemana. Este edificio y el edificio cooperativo de lujo adyacente en 233 East 86th Street, que fue erigido en 1987, marcaron el comienzo de una transformación radical de esta área de un animado distrito de entretenimiento y enclave étnico a un vecindario residencial de lujo de gran altura.
225 East 86th Street fue diseñado por Stephen B. Jacobs and Associates y erigido en 1982. El edificio se convirtió en un condominio boutique de 60 apartamentos en 1986.

## Diseño
El edificio tiene una fachada de ladrillo beige rojizo con grandes ventanales de lunetos en el segundo piso y ventanas arqueadas en el ático, Según Carter Hosley, "la fachada de la base del edificio está marcada por dos pequeños balcones divididos y la parte de la torre retranqueada del edificio tiene varios balcones acristalados que sobresalen". Además, el edificio contiene acondicionadores de aire incorporados.

## Apartamentos
El edificio se compone principalmente de grandes apartamentos triplex de 1 y 2 dormitorios. Muchos apartamentos tienen balcones de invierno o solarium, y algunos apartamentos tienen balcones reales, El apartamento 1103, un apartamento de 1 dormitorio, apareció en el blog 6sqft, que lo describía como un "condominio [que] se siente como una casa de campo", Encaramados en la parte superior del edificio hay dos penthouses adornados, el más grande de los cuales tiene una vista del sur de la Billionaires' Row de Manhattan, tiene grandes ventanas arqueadas y terrazas dobles. El ático más pequeño contiene una sala de estar de doble altura y una terraza de cuerpo entero. Uno de los penthouses apareció en un artículo del New York Post sobre la revitalización del Upper East Side de Manhattan.

## Comodidades
El edificio tiene un superintendente de tiempo completo, un exuberante jardín amueblado en la azotea e instalaciones de almacenamiento privado para todos los residentes. El edificio tiene una entrada con dosel que conduce al vestíbulo revestido de mármol, con portero de tiempo completo.

## Localización
El edificio está ubicado entre las avenidas Segunda y Tercera en el lado norte de la calle. Cerca hay dos estaciones del Metro de Nueva York y numerosas tiendas en los bloques circundantes.